# Coronel Barros
Coronel Barros är en kommun i Brasilien.   Den ligger i delstaten Rio Grande do Sul, i den södra delen av landet, 1 500 km söder om huvudstaden Brasília. Antalet invånare är 2 459.
Trakten runt Coronel Barros består till största delen av jordbruksmark. Runt Coronel Barros är det glesbefolkat, med 15 invånare per kvadratkilometer.